# Nauru
Nauru (naursky Naoero), plným názvem Republika Nauru (anglicky Republic of Nauru, naursky Ripublik Naoero), je stát na stejnojmenném korálovém ostrově. Jedná se o nejmenší ostrovní stát a zároveň republiku na světě, ležící v jižním Tichém oceánu v ostrovní skupině Mikronésie. Mezi ministáty z hlediska rozlohy zastupuje třetí pozici, a to za Vatikánem a Monakem. Nauru je členem britského Commonwealthu.
Nauru se stalo známé těžbou fosfátů, která po jistou dobu zajistila jeden z největších důchodů na hlavu obyvatelstva na světě. V důsledku nekontrolované těžby a pochybné finanční politiky je dnes[kdy?] většina ostrova neobyvatelná a stát stojí před finančním bankrotem a ztrátou nezávislosti.

## Dějiny

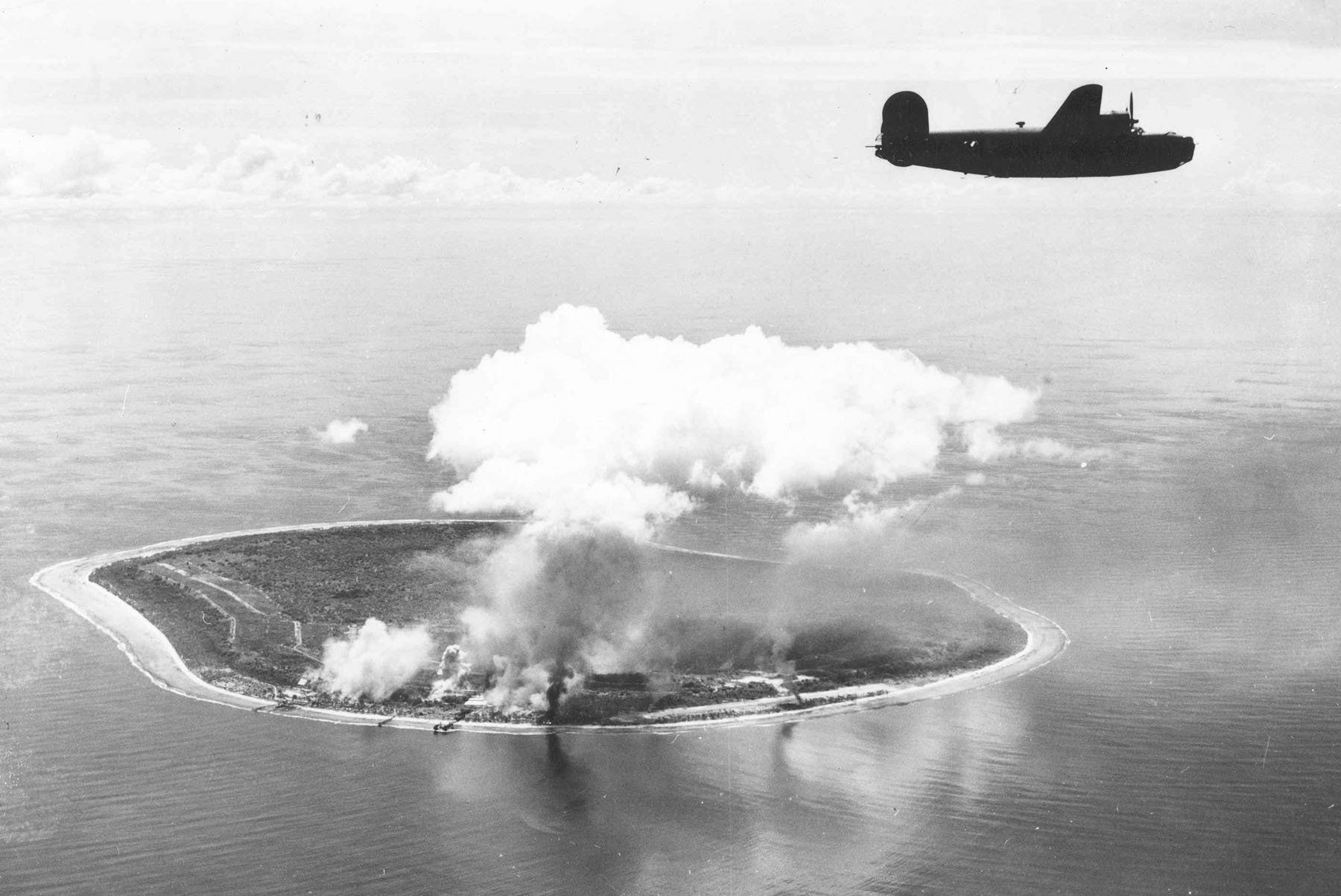
Nauru během náletu B-24 7. AF z Funafuti v dubnu 1943

Nauru objevil 8. listopadu 1798 John Fearn, který jej nazval Pleasant Island (Příjemný ostrov).[zdroj?]
V roce 1888 byl formálně anektován Německem a administrativně připojen k Marshallovým ostrovům. Za 1. světové války ostrov obsadila 6. listopadu 1914 Austrálie. V roce 1920 svěřila Společnost národů Nauru jako mandát Velké Británii, která se na jeho správě podílela spolu s Novým Zélandem a Austrálií. V letech 1942–45 byl ostrov okupován Japonci. 22. října 1947 se Nauru stalo poručenským územím OSN pod správou Velké Británie, Nového Zélandu a Austrálie. 31. ledna 1968 byla vyhlášena nezávislá republika.[zdroj?]
Po roce 1900, kdy byla na ostrově objevena velká ložiska fosfátu, ho začaly těžit zahraniční společnosti. Až roku 1970 byla těžba zestátněna a Nauru se v krátké době stalo jedním z nejbohatších států (v přepočtu na jednoho obyvatele); školství, zdravotnictví a další služby byly pro vlastní obyvatelstvo zadarmo.[zdroj?]
V srpnu 1993 Nauru podepsalo dohodu s Austrálií o refundaci škod na životním prostředí způsobených do roku 1968. Austrálie souhlasila zaplatit 73 miliónů USD (podle jiného údaje dokonce 107 miliónů USD).

## Státní symboly

### Vlajka
Nauruská vlajka je tmavomodrý list o poměru stran 1:2 s úzkým žlutým vodorovným proužkem uprostřed a pod ním bílou dvanácticípou hvězdou v žerďové části.

### Hymna
Nauruská hymna je píseň Nauru Bwiema (česky Píseň Nauru). Autorem textu písně je Margarety Hendrie, hudbu složil Laurence Henry Hicks.

## Geografie a geologie

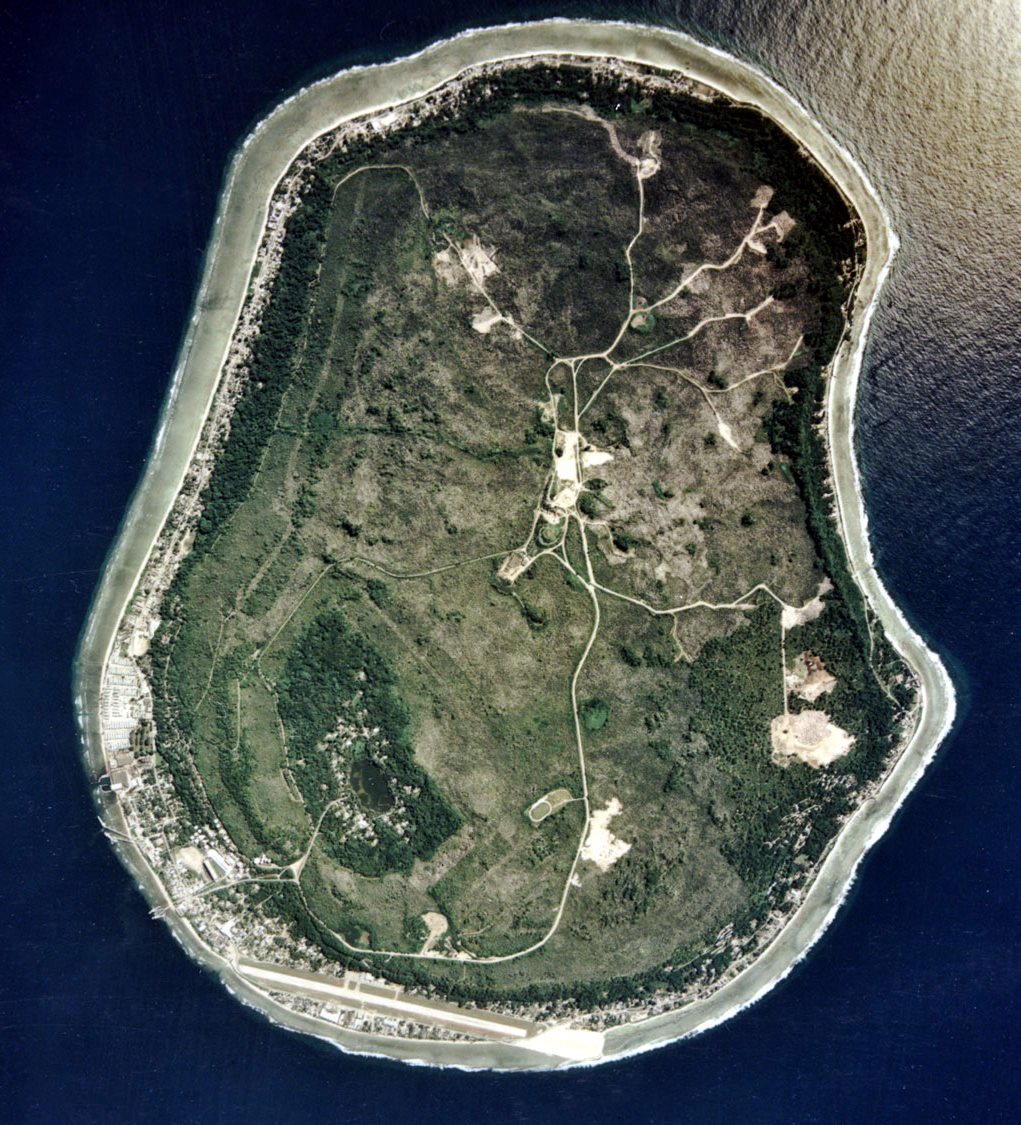
Satelitní snímek

Mapa Nauru

Nauru má rozlohu 21 km², leží jižně od rovníku a jižně od Marshallových ostrovů v tichomořské skupině ostrovů Mikronésie, která je částí Oceánie. Ostrov je obklopen korálovým útesem. Přístup na pevninu je pak velmi obtížný. Nauru je typickým korálovým atolem, nacházejícím se na špičce starého vulkánu. Korálová základna atolu sahá do hloubky asi 2 km, nejvyšším bodem atolu je Command Ridge (70 m n. m.). Mořské dno přitom klesá velice rychle, ve vzdálenosti jednoho kilometru od břehu dosahuje hloubka již přes 1000 metrů.[zdroj?]
Ostrov byl jedním z největších fosfátových ostrovů. Těžbou byla krajina zdevastována a téměř všechny zásoby fosfátu byly vyčerpány. Kvůli odtoku a bahnu z těžby také zahynulo 40 % mořského života v okolí ostrova. Nauru má také problém s omezeným množstvím sladké vody. Obyvatelé jsou závislí na odsolovacím zařízení a nádržích s dešťovou vodou. Přes vcelku dostatečné srážky (1900 mm/m² ročně) se většina vody ihned vsakuje, což ztěžuje zemědělství. Pitná voda se musí částečně dovážet z Austrálie.[zdroj?]
Významnou část ostrova tvoří úrodná oblast okolo jezera Buada, kde můžeme najít např. kokosové palmy a banánovníky.[zdroj?]
Velká část území byla dříve pokryta silnou vrstvou fosfátu, tedy původně ptačích exkrementů; tato masa, známa pod jménem guano, je dodnes považována za jedno z nejlepších hnojiv. Po odbourání této vrstvy zbyla opět holá vápencová krajina, kde ani pokusy o zalesnění nepřinesly výrazné výsledky.[zdroj?]

### Flora a fauna
Na ostrově bylo zaznamenáno 60 druhů cévnatých rostlin, žádný není endemický. Jako zalesněné je možno označit pouze asi 2 km² tedy kolem 10 procent celkové plochy. Porost se skládá zejména z kokosových palem, fíkusů, ibišků a mangrovníků. Dřívější porosty byly již vymýceny.[zdroj?]
Původní fauna ostrova Nauru pozůstává především z různých druhů hmyzu (řada z nich je endemická), dále z několika druhů mořského ptactva (jako např. z fregatek) a z jediného zástupce zpěvného ptactva, rákosníka nauruského (Acrocephalus rehsei). Další živočichové, především krysa ostrovní (Rattus exulans), kočky, psi a prasata, byli na ostrov zavlečeni člověkem.[zdroj?]
Mezi podmořské živočichy vyskytující se poblíže atolu – kromě mnoha druhů měkkýšů a korýšů – patří zejména koráli helioporaria.[zdroj?]

### Podnebí
Nauru má celoročně velice horké a vlhké klima, a to kvůli své poloze blízko rovníku. V období mezi listopadem a lednem je toto místo postihováno monzunovými dešti. Denní teploty se pohybují okolo 26 až 35 °C a 22 až 34 °C během noci.[zdroj?]

## Politický systém
Nauru je parlamentní republikou. Vládu tvoří jednokomorový parlament, volený každé tři roky. Ten také volí ze svých členů předsedu. Pro kandidáty v Nauru není typické zařazovat se do určité politické strany. V současném parlamentu působí 19 členů a z toho je 15 z nich nezávislými kandidáty. Nezávislost získalo Nauru roku 1968. Do té doby bylo spravováno jako mandátní území Austrálií, Velkou Británií a Novým Zélandem. Nauru je jeden ze dvou států na světě, který nemá úřední hlavní město (druhý je Švýcarsko): vládní úřady se nacházejí v distriktu Yaren (4500 obyv.). Nauru nemá vlastní armádu, za obranu ostrova je dle zvláštní smlouvy zodpovědná Austrálie (i když obyvatelé Nauru mohou být do australské armády rekrutováni).[zdroj?]
Nauru je administrativně děleno do 14 distriktů. V důsledku finančních problémů státu došlo v letech 1986 až 2004 k celkem 22 volbám, což znázorňuje současnou nestabilitu systému.[zdroj?]

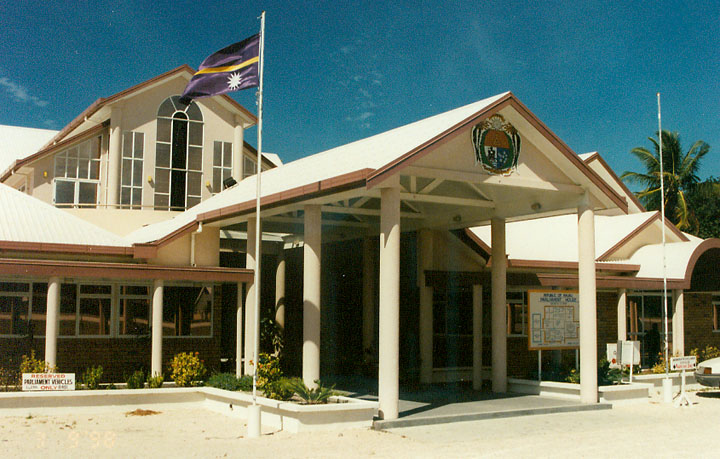
Parlamentní budova

Jistou nestálost lze pozorovat i v oblasti zahraniční politiky a mezinárodních vztahů. Dokumentovat je to možno na vztahu Nauru k Číně a Tchaj-wanu:
- 21. července 2002 zrušilo Nauru své tradiční styky s Tchaj-wanem a uznalo Čínu. Nauru dostalo obratem příslib hospodářské pomoci ve výši více milionů dolarů (údajně se jednalo o dvojmístné číslo);
- o rok později, v roce 2003, se Čína rozhodla zaplatit dluhy Nauru za koupi letadla Boeing 737 pro nauruskou státní leteckou společnost ve výši 2,7 milionu dolarů
- v březnu 2005 se náměstek ministra zahraničí Číny vyslovil pro prohloubení styků s Nauru a nauruský prezident Scotty při této příležitosti prohlásil, že Nauru podporuje sjednocení Číny a Tchaj-wanu.
- v květnu 2005 se nauruský a tchajwanský prezident setkali a rozhodli se znovu navázat diplomatické styky s tím, že dřívější prezident se mýlil; je však nutno vzít v úvahu, že Čína svůj slib zaplatit letadlo nauruské státní společnosti nesplnila, zatímco Tchaj-wan přislíbil hospodářskou pomoc v oblastech školství, zemědělství, rybolovu a turistiky.[zdroj?]

Obdobně kolísavá byla i politika např. vůči Francii (1995 přerušení diplomatických styků, 1997 jejich obnovení).[zdroj?]

### Administrativní dělení
Nauru se dělí do čtrnácti správních obvodů, které jsou seskupeny do osmi volebních obvodů. Nejlidnatější čtvrtí je Denigomodu s 1 804 obyvateli. Další části: Aiwo, Anabar, Anetan, Anibare, Baitsi, Boe, Buada, Denigomodu, Ewa, Ijuw, Meneng, Nibok, Uaboe, Yaren.[zdroj?]

## Obyvatelstvo
Obyvatelstvo Nauru se skládá jen z 62 % z původního obyvatelstva, velkou část tvoří přistěhovalci (dříve zejména zaměstnanci při těžbě fosfátu): přistěhovalci z Kiribati a Tuvalu (25 %), Číňané a Vietnamci (8 %), dále Evropané a obyvatelé Nového Zélandu (5 %).[zdroj?]
Průměrný věk dožití je jen 62 let; jako důvod je uváděno velké rozšíření cukrovky a obezita v důsledku nekontrolované výživy obyvatel v období zbohatnutí od 70. let 20. století. Cukrovkou trpí 30,2 % obyvatel, což je v celosvětovém měřítku ojedinělé. Nauru také drží pochybné světové prvenství v míře obezity, 97 % mužů a 93 % žen má nadváhu nebo je obézní. Růst obyvatel je kolem 1,87 %, dětská úmrtnost činí 1,014 %.[zdroj?] Nauru je země s největší mírou obezity mezi občany, 61 % obyvatel Nauru trpí obezitou. Hlavní příčinou vysoké míry obezity je nedostatek místa pro růst čerstvých surovin, většinu jídla na Nauru tvoří konzervy přivezené převážně z Austrálie.
Z náboženství je mezi obyvatelstvem nejvíce rozšířeno křesťanství, přičemž nejvíce zastoupena je protestantská církev. Méně rozšířený je buddhismus, taoismus či bahá'í. [zdroj?]
| \| Náboženství v Nauru \| Náboženství v Nauru \| Náboženství v Nauru \| Náboženství v Nauru \| Náboženství v Nauru \| \| ------------------- \| ------------------- \| ------------------- \| ------------------- \| ------------------- \| \| \| \| \| \| \| \| protestanti \| protestanti \| \| 57 % \| 57 % \| \| římštíkatolíci \| římštíkatolíci \| \| 24 % \| 24 % \| \| budhisté a taoisté \| budhisté a taoisté \| \| 5 % \| 5 % \| \| bahá'í \| bahá'í \| \| 2 % \| 2 % \| |                    |  |      |      |
| Náboženství v Nauru |                    |  |      |      |
| |                    |  |      |      |
| protestanti | protestanti        |  | 57 % | 57 % |
| římštíkatolíci | římštíkatolíci     |  | 24 % | 24 % |
| budhisté a taoisté | budhisté a taoisté |  | 5 %  | 5 %  |
| bahá'í | bahá'í             |  | 2 %  | 2 %  |

Kolem 7 % jsou stoupenci původního místního náboženství, jistého druhu monoteistické víry, kde velkou roli hraje bohyně Eijebong a ostrov duchů Buitani.[zdroj?]

### Jazyk
Oficiálním jazykem je naurština, kterou využívá 96 % obyvatel. V Nauru se mluví také anglicky. Angličtina se uplatňuje převážně ve státní správě a v obchodu.[zdroj?]

## Hospodářství, ekologická devastace a státní bankrot

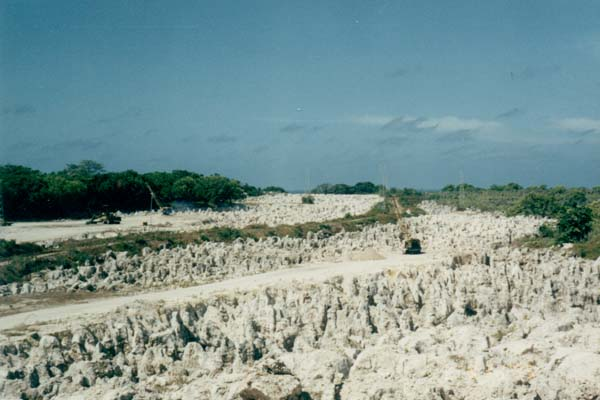
Fosfátové pole

Stav a vývoj nauruského hospodářství je těsně spojen s těžbou fosfátového hnojiva, které patří k nejlepším na světě (jeho čistota je kolem 90 %). O vzniku fosfátových ložisek existuje více teorií, většinou se vychází z toho,[zdroj?] že se jedná o guano, tedy ptačí exkrementy.[zdroj?]
Těžba fosfátového hnojiva začala již kolem roku 1900, během dalších desetiletí pak stoupala, zůstala však v rukou zahraničních společností. Jejich zestátněním roku 1970 pak začal vývoj, který přímo katapultoval Nauru mezi nejbohatší země světa v přepočtu na obyvatele. Vývoz fosfátu se ještě roku 2000 podílel 75 % na tvorbě národního důchodu.[zdroj?]
Bezohledná těžba fosfátového hnojiva však mimo bezpříkladného růstu životní úrovně měla i dalekosáhlé negativní důsledky. Zásoby fosfátu se začaly chýlit ke konci, zejména pak většina plochy ostrova byla změněna v jakousi vyschlou měsíční krajinu, zemědělství je dnes možné jen na úzkém pobřežním pásu, kde se nacházejí i obydlené obce ostrova.[zdroj?]
K tomu se přidává i pochybná investiční politika různých vlád Nauru. Kromě založení vlastní univerzity byla zřízena i státní rejdařská společnost a státní letecká společnost (která občas v důsledku nedostatku peněz na letecký benzín či potřebné opravy a údržbu musí pozastavit svou činnost). Nauruská vláda investovala i do různých nemovitostí, známým se stal zejména mrakodrap Nauru House v australském Melbourne (zde znám pod přízviskem Birdshit Tower – Ptačincová věž).[zdroj?]
Když se ukázalo, že zásoby fosfátu docházejí a že investované zisky byly minusovým obchodem, snažilo se Nauru katastrofu odvrátit. Nauru se mělo stát daňovým rájem, ovšem poté, co v nauruských bankách začala ruská mafie prát své peníze [zdroj?] a USA proti tomu důrazně protestovaly, z tohoto úmyslu sešlo; Nauru obdrželo též značnou částku od Austrálie za to, že na svém území zřídilo uprchlické tábory (Nauru Detention Centre), kde Austrálie internovala různé imigranty, zejména z Afghánistánu, kterým byl odmítnut vstup do Austrálie.[zdroj?]
Australská vláda též navrhla přemístit obyvatele Nauru na jeden neobydlený ostrov před severním australským pobřežím, což by však znamenalo vzdát se státní suverenity; tento návrh byl odmítnut.[zdroj?]